# پارک ملی اگوارو گواریکیتو
پارک ملی اگوارو گواریکیتو (به اسپانیایی: Parque nacional Aguaro-Guariquito) یک میراث فرهنگی و پارک ملی در ونزوئلا است که در Las Mercedes واقع شده‌است.